# Districte de Briançon
El Districte de Briançon és un dels dos districtes del departament francès dels Alts Alps, a la regió de Provença-Alps-Costa Blava. Té 7 cantons i 38 municipis. El cap del districte és la sotsprefectura de Briançon.

## Cantons
- cantó d'Agulhas ;
- cantó de Briançon Nord ;
- cantó de Briançon Sud ;
- cantó de Guilhèstra ;
- cantó de L'Argentièra ;
- cantó de La Grava ;
- cantó de Lo Monastièr.